# 山本久次商店
山本久次商店（やまもときゅうじしょうてん）は、石川県小松市京町73にある近代建築。

## 歴史
1930年（昭和5年）3月28日には能美郡小松町の中心部で小松大火（橋北の大火）が起こり、6万5千坪もの広い範囲を焼失した。この大火後には鉄筋コンクリート造の建築物が多数建造されている。1930年（昭和5年）、鉄筋コンクリート造2階建ての山本久次商店が竣工した。設計施工は辰村組。道路を挟んで西側には、同年に旧石川商銀信用組合小松支店も竣工している。
1991年（平成3年）、山本久次商店は社名を山久（やまきゅう）に変更した。かつての外壁は白色を基調としていたが、現在は旧石川商銀信用組合小松支店と同じ茶色の外壁に塗り替えられている。

## 関連人物
- 山本政弘 - 代表取締役